# Silkirtis Nichols

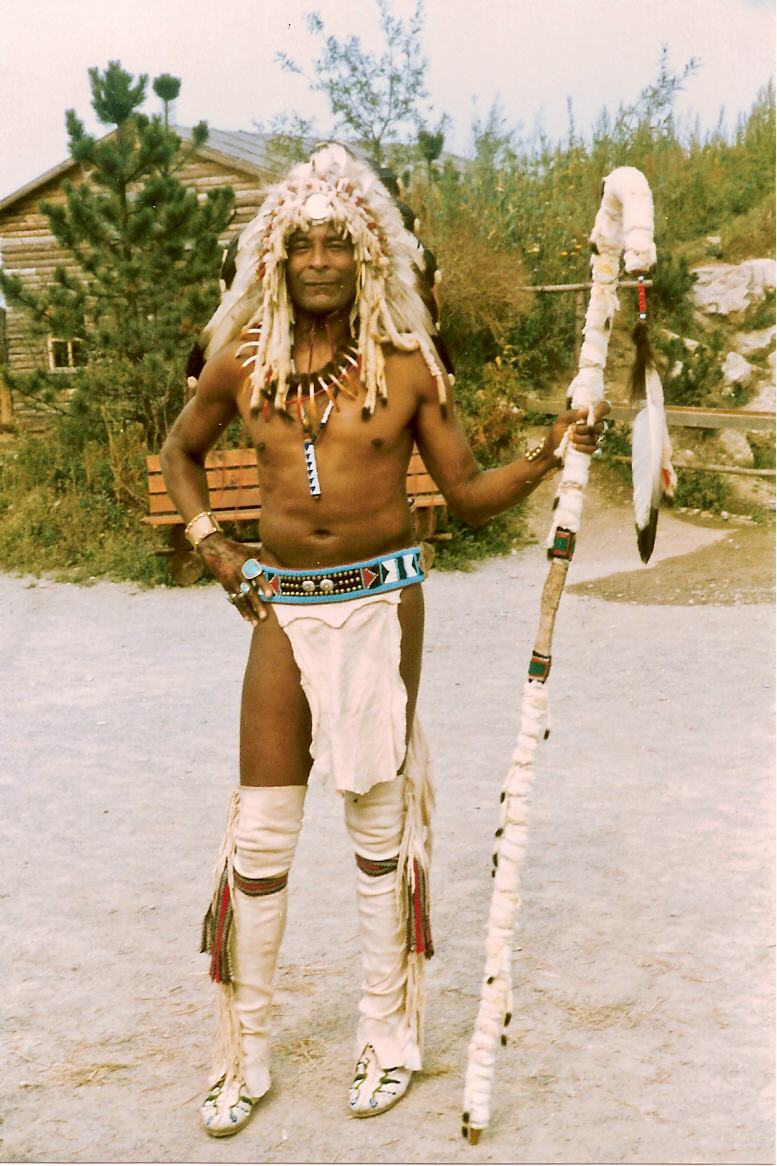
„Nicki“ Buffalo Child in der Aufmachung der Prärie-Indianer.

Silkirtis Nichols (bekannt unter seinem indianischen Namen Buffalo Child, * 23. Juni 1923 in Denver, Colorado, USA; † 19. April 2016) war ein indianischer Schauspieler.

## Leben
Nichols gehörte zu den Stämmen der Cherokee und Choctaw und stammte aus Denver, Colorado. Von 1942 bis 1963 diente er in der United States Army und kam nach Deutschland. Während seines Militärdienstes brach er den Hochsprungrekord von 1,97 m im Rahmen der internationalen Militär-Olympiade. Diese Höhe entsprach exakt seiner Körpergröße. Zwischen 1963 und 1972 spielte er im Musical Annie Get Your Gun u. a. den „Sitting Bull“, ab 1965 war er bei den Karl-May-Festspielen in Bad Segeberg dabei. In den achtziger Jahren gehörte Silkirtis Nichols zum Vorprogramm der Karl-May-Festspiele in Elspe, wo er bis 1987 indianische Tänze und Kostüme präsentierte. Hier lernte er auch Pierre Brice kennen, der zu dieser Zeit dort den Winnetou spielte. Bis zu dessen Tod 2015 pflegte er freundschaftliche Kontakte zu ihm und Marie Versini, die in den Karl-May-Verfilmungen Nscho-tschi, Winnetous Schwester gespielt hatte.
Von 1966 bis 1971 leitete er zudem das Karl-May-Museum in Bamberg und war von 1973 bis 1977 in den USA als Lehrer für indianische Kulturen tätig. 1977 bis 2000 trat er in Deutschland in Shows auf und arbeitete in Western-Städten, beispielsweise in No Name City in Poing bei München. Das Bayerische Fernsehen (BR3) widmete ihm 2004 in der Reihe Lebenslinien den Beitrag Ein Indianer in Bayern.